# Rudawka (powiat augustowski)

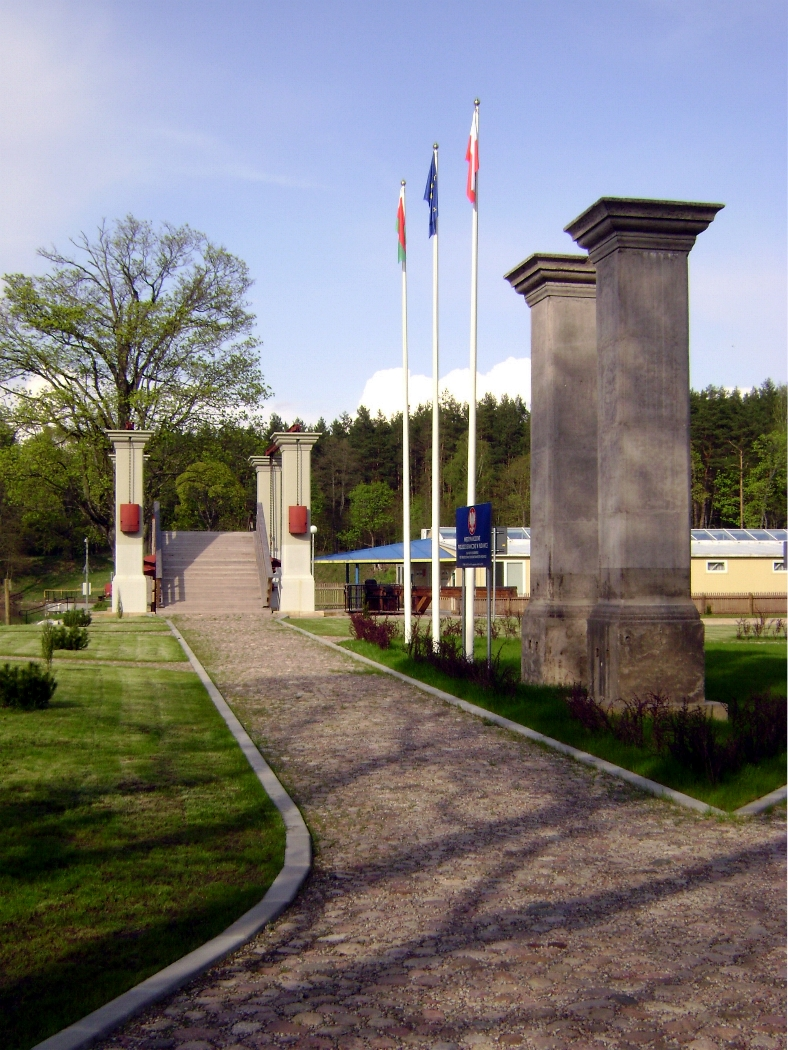
Śluza Kurzyniec, na Kanale Augustowskim

Rudawka (lit. Rudauka) – wieś w Polsce, położona w województwie podlaskim, w powiecie augustowskim, w gminie Płaska.
| SIMC    | Nazwa    | Rodzaj     |
| ------- | -------- | ---------- |
| 0764980 | Kudrynki | Przysiółek |

Wieś jest siedzibą sołectwa Rudawka, w skład którego wchodzą również miejscowości: Kudrynki, Lubinowo, Osienniki, Kielmin i Lipiny.
W okresie II Rzeczypospolitej, do 1936 wieś należała do gminy Kurjanka.
Według Powszechnego Spisu Ludności z 1921 roku wieś zamieszkiwana była przez 195 osób, wśród których 181 było wyznania rzymskokatolickiego, 1 prawosławnego a 13 mojżeszowego. Jednocześnie wszyscy mieszkańcy zadeklarowali polską przynależność narodową. We wsi było 35 budynków mieszkalnych.
W latach 1975–1998 miejscowość należała administracyjnie do województwa suwalskiego.
We wsi znajduje się drewniana kaplica św. Anny i cmentarz rosyjsko-niemiecki z czasów I wojny światowej. W pobliżu jest położona śluza Kurzyniec, jedna z 18 wybudowanych na Kanale Augustowskim. Na kanale umiejscowione jest Przejście graniczne Rudawka-Lesnaja.

## Zabytki
Wykaz zabytków nieruchomych wpisanych do rejestru zabytków Narodowego Instytutu Dziedzictwa:
- kaplica pw. św. Anny, drewniana, pocz. XIX w., nr rej.: 470 z 7.10.1986
- cmentarz rzymskokatolicki, XIX w., nr rej.: 626 z 10.01.1989